# Rubik's Revolution
Il Rubik's Revolution è un giocattolo elettronico distribuito da Techno Source. Il design ricorda quello del cubo di Rubik classico, ma in questo caso il dispositivo non ha le facce roteabili; è largo all'incirca come il Professor's Cube, con ogni faccia suddivisa in 9 quadratini.  Il centro di ogni faccia contiene un pulsante illuminato a LED con il colore corrispondente a quello dei quadratini della faccia in cui si trova. Il gioco consiste nel premere i pulsanti quando si illuminano o quando richiesto dalla voce registrata nel gioco.
La modalità di gioco è completamente diversa da quella del cubo tradizionale, nonostante la palese somiglianza.  Non ci sono cubetti separati e movibili e le 6 facce presentano un colore fisso.

## Caratteristiche

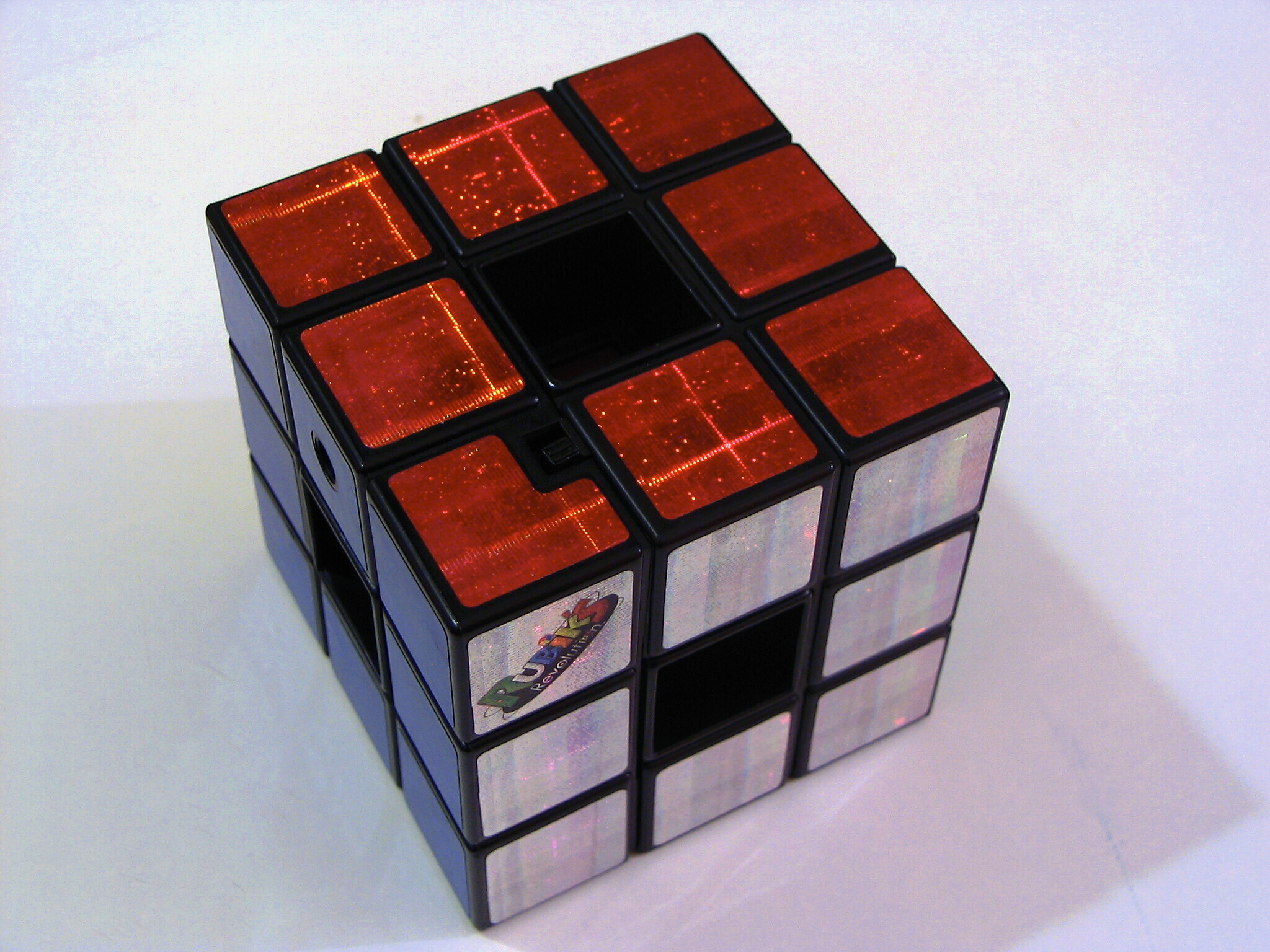
Rubik's Revolution

Il Rubik's Revolution include 6 modalità di gioco che si possono svolgere grazie ai pulsanti al centro.  Le modalità si chiamano "Ultrvelocità", "Ricarica rapida", "Sequenza rapida", "Velocità della luce", "Decifra il codice", e "Luce bomba".
Una voce elettronica viene usata per guidare sia nel gioco sia nella configurazione; ci sono anche effetti sonori, come il "click" quando un tasto viene premuto.

### Ultravelocità
Un pulsante si illuminerà e il giocatore avrà a disposizione un certo intervallo di tempo per premerlo. Più il giocatore prosegue, più il tempo a disposizione diminuisce. Il gioco finisce se il giocatore preme il pulsante sbagliato, esaurisce il tempo oppure supera la modalità con il punteggio massimo di 999 (20 minuti).

### Ricarica rapida
I pulsanti si illumineranno secondo un ordine casuale. Quando un pulsante rimane illuminato per un certo lasso di tempo, incomincerà a lampeggiare ed emetterà un suono di allarme. Il giocatore deve premere rapidamente quel pulsante per "ricaricarlo". Il giocatore vince quando riesce a caricare contemporaneamente tutti i colori. Il gioco finisce se il giocatore non riesce a ricaricare anche uno solo dei colori entro il tempo concesso.

### Sequenza rapida
Una sequenza di colori si illumina e verranno pronunciati dalla voce elettronica, iniziando con un pulsante al primo round, con due al secondo round, etc. Il giocatore ha 5 secondi per premere correttamente la sequenza. Il gioco finisce se il giocatore preme il tasto sbagliato o se non riesce a ripetere la sequenza in tempo.

### Velocità della luce
Vari pulsanti si illumineranno in ordine casuale. Il giocatore ha 30 secondi per premerne quanti più possibile (di quelli corretti). Gli avvertimenti sul tempo sono dati a 30, 25, 20, 15, 10, 5, 4, 3, 2, e 1 secondo. Scaduto il tempo, alla precisione del giocatore viene assegnata una percentuale.

### Luce bomba
"Luce bomba" è come la modalità "Ultravelocità", solo che stavolta è per il multiplayer. Il cubo viene passato di giocatore in giocatore; quando un giocatore non riesce a premere in tempo il colore giusto oppure sbaglia colore, viene eliminato; l'ultimo che rimane è il vincitore.

### Decifra il codice
Il giocatore deve indovinare l'ordine in cui vanno premuti i pulsanti. Se preme un pulsante sbagliato, suona un allarme e il giocatore deve ricominciare. Una volta che il "codice" è stato "decifrato", la voce elettronica indica il tempo ed il numero di tentativi impiegati.